# نرگسیان
نرگسیان (Amaryllidaceae) نام یکی از تیره‌ها از گیاهان گلدار است.
نرگسیان تیره‌ای از مارچوبه‌سانان است که دارای پیاز یا غده یا زمین‌ساقه‌اند و اغلب گل‌آذین گرزن‌چتری (گل‌آذین معین و سرمسطح) دارند.

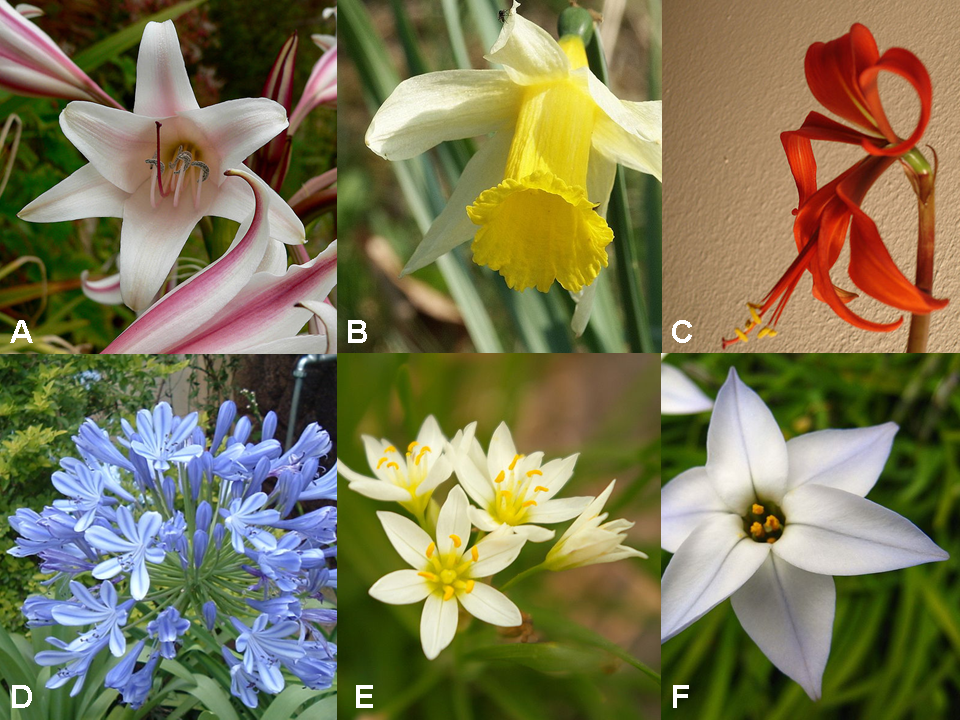
تنوع گل در تیره نرگس. A: کرینوم, B: نرگس, C: اسپره‌کلیا, D: آگاپانتوس, E: سیر, F: تریستاگاما